# Ларрі (кіт)

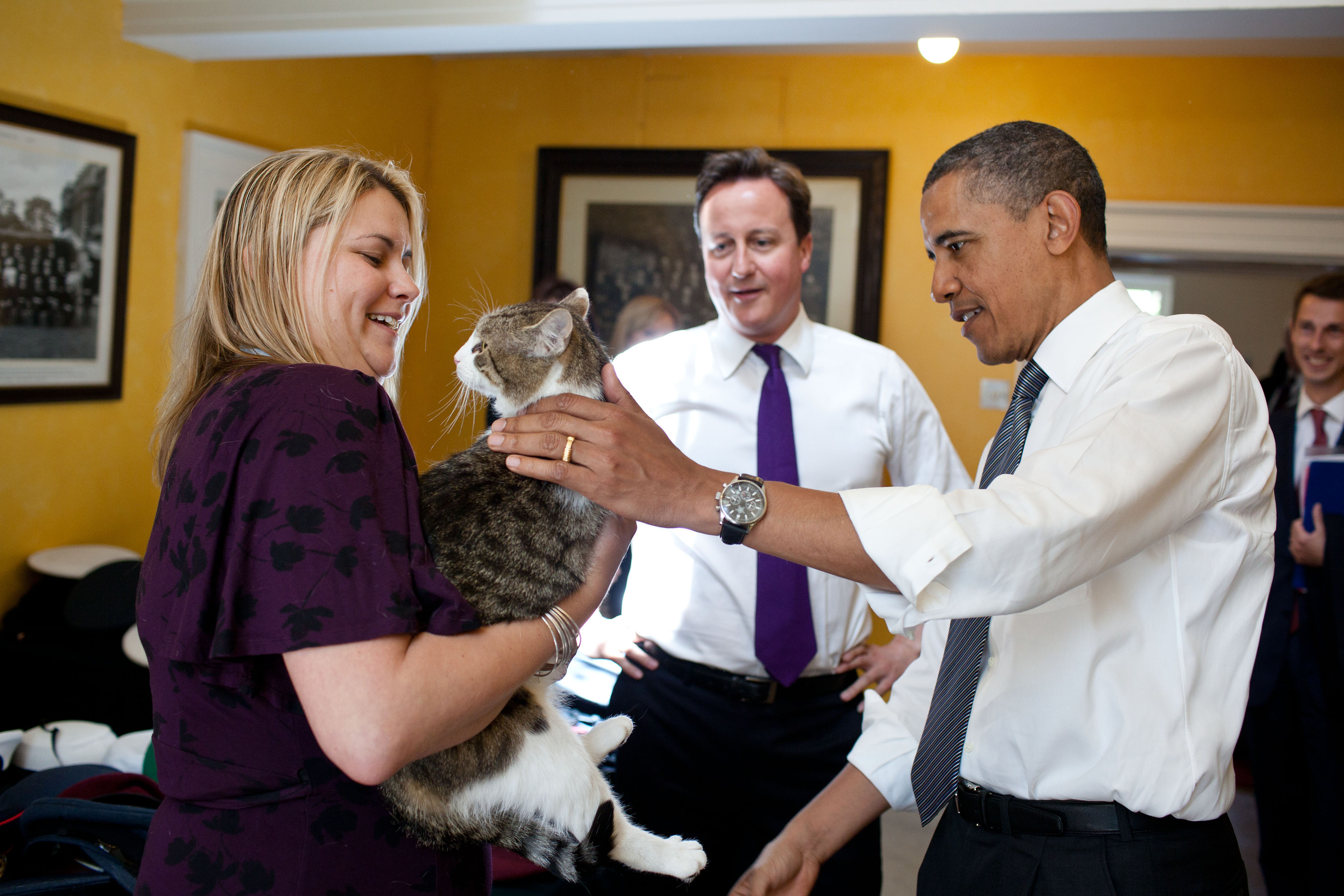
Ларрі з Девідом Камероном і Бараком Обамою

Ларрі (англ. Larry) — кіт-мишолов у резиденції британських прем'єрів на Даунінг-стріт.
З лютого 2011 року Ларрі займає посаду Головного мишолова Резиденції Уряду Великої Британії. Його попередницею на цій посаді була кішка Сібіл, але 2009 року вона померла. Ларрі взяли з лондонського притулку для тварин «Баттерсі». Оскільки резиденція глави уряду розташовується в старому будинку, миші та щури там є постійною проблемою. У січні 2011 року один гризун навіть потрапив в об'єктив телекамери і цей момент показали по ТБ. За повідомленням «The Guardian», першу мишу на Даунінг-стріт Ларрі зловив 22 квітня 2011 року. Він — один з найвпізнаваніших котів у світі. Незважаючи на увагу до своєї персони, він досить спокійно ставиться до представників преси.